# جراحی ترمیمی بینی
جراحی زیبایی بینی (به انگلیسی: nose reshaping یا nose job) یا رینوپلاستی (به فرانسوی: rhinoplastie) عمل جراحی‌ای است که معمولاً توسط جراح گوش و حلق و بینی، جراح فک و صورت یا جراح پلاستیک به منظور بهبود کارایی (جراحی ترمیمی) یا نمای (جراحی زیبایی) بینی انسان انجام می‌شود. جراحی بینی را می‌توان به‌منظور برآوردن اهداف زیبایی یا اهداف ترمیمی به‌منظور اصلاح آسیب‌ها، نقص‌های مادرزادی، انحراف تیغه بینی و مشکلات تنفسی انجام داد. جراحی بینی می‌تواند با دیگر عمل‌های جراحی مانند جراحی زیبایی پلک یا بزرگ‌کردن چانه به‌منظور بهبود نتایج زیبایی ترکیب شود.

## تاریخچه
روش‌های ترمیم پلاستیک بینی شکسته برای اولین بار در پاپیروس ادوین اسمیت، مربوط به پادشاهی قدیم از 3000 تا 2500 سال قبل از میلاد، ذکر شده است.
پاپیروس ایبرس (حدود ۱۵۵۰ پیش از میلاد) جراحی زیبایی بینی را به عنوان عمل جراحی پلاستیک برای بازسازی بینی تخریب شده توسط رینکتومی توصیف می‌کند. چنین نقص عضوی در آن زمان و فرهنگ به عنوان یک مجازات جنایی، مذهبی، سیاسی و نظامی اعمال می‌شد.
تکنیک‌های جراحی زیبایی بینی در متن باستانی هندی سوشروتا سامهیتا شرح داده شده است، که در آن بینی با استفاده از یک لایه پوست از گونه بازسازی می‌شود.

## ویژگی های مهم رینوپلاستی مدرن
- جراحی زیبایی بینی با حفظ عملکرد تنفسی همراه می‌باشد، بدین معنی که نه تنها تنفس بیمار پس از جراحی دچار مشکل نمی‌شود، بلکه در صورت وجود مشکل تنفسی، بهبودی تنفس نیز حاصل می‌گردد.
- عدم نیاز به قرار دادن تامپون بینی که در اکثر موارد با گرفتگی کامل بینی و خشکی دهان و نیز درد شدید هنگام خارج کردن آن همراه است.
- بینی متناسب با سایر اجزای صورت و کاملاً طبیعی جراحی می‌شود و ظاهر بینی عمل شده را ندارد.
- مقدار کبودی و تورم به حداقل رسیده و بیمار سریع تر فعالیت‌های اجتماعی خود را از سر می‌گیرد.
- در جراحی زیبائی بینی که برای بهبود شکل ظاهری بینی انجام می‌شود، بخش‌های خاصی از بینی (استخوان و غضروف) تغییر داده می‌شوند تا هماهنگی بیشتری با سایر اجزای صورت برقرار گردد. برای این کار می‌توان از برش‌های جراحی بسیار کوچکی در داخل بینی استفاده کرد (رینوپلاستی بسته) یا اینکه علاوه بر برش‌های فوق از برش کوچکی در دیواره بین سوراخ‌های بینی استفاده کرد (رینوپلاستی باز).

## توربینوپلاستی
توربینوپلاستی به نوعی از عمل بینی گفته می‌شود که طی آن سعی می‌شود استخوان توربینه تحتانی با حفظ حداکثری مخاط کوچک یا برداشته شود و البته بعضی اوقات مقداری از مخاط نیز برداشته می‌شود. روش‌های مختلفی برای انجام توربینوپلاستی در صد سال اخیر پیشنهاد شده‌است مانند برداشتن زیر مخاطی کورنه تحتانی، به کنار زدن کورنه تحتانی، و سایر روش‌ها که هر کدام مزایا یا معایبی دارند؛ ولی هنوز یک روش قطعی برای توربینه بینی در جراحی بینی وجود ندارد. توربینیت بزرگ تحتانی منجر به تنگ شدن دریچه داخلی می‌شود و لذا گرفتگی بینی را ایجاد می‌کند.

## خطرات
تقریباً همیشه بعد از عمل، کبودی و تورم موقت در صورت به وجود می‌آید.
سایر خطرات رینوپلاستی عبارت اند از:
- خونریزی
- سوراخ یا زخم در تیغه بینی (دیواره‌ای که دو سوراخ بینی را از هم جدا می‌کند)
- مشکلات پوستی (نکروز پوستی) و حساسیت پوست در اثر چسب‌های روی بینی
- عفونت
- انسداد بینی
- عوارض بیهوشی عمومی

انسداد تنفسی بعد از عمل بینی به دلایل زیر می‌تواند اتفاق بیفتد:
- اصلاح نکردن انسدادهایی نسبی و حتی کوچکی که از قبل از عمل وجود داشته‌اند
- تورم مخاط داخل بینی به دلایلی که حتی ربطی هم به عمل جراحی ندارد مثل حساسیت بینی
- چسبندگی بینی که می‌تواند ناشی از دستکاری بیش از حد داخل بینی به هنگام عمل جراحی باشد
- تنگ کردن بیش از اندازه سوراخ‌های و فضای داخل بینی
- برداشتن بیش از اندازه غضروف‌های تیغه بینی که ساپورت‌کننده راه هوایی هستنند.

## دلیل پزشکی رایج
یک دلیل پزشکی رایج در جراحی زیبایی بینی، مشکل تنفس از طریق بینی است. انسداد بینی می‌تواند باعث ایجاد مشکل در ورزش، اختلال در خواب، کمک به خروپف و آپنه خواب شود یا در فعالیت‌های دیگر تداخل ایجاد کند. در صورت عدم موفقیت درمان‌های پزشکی (مانند اسپری بینی یا درمان آپنه خواب)، مرحله بعدی جراحی است. جراحی زیبایی بینی که به دلایل پزشکی از جمله این موارد انجام می‌شود اغلب تحت پوشش بیمه درمانی است. جراحی بینی متناسب با مشکل اساسی است. اگر تیغه بینی –– دیواره خط میانی غضروف که قسمت‌های راست و چپ بینی را تقسیم می‌کند– منحرف شود، در این صورت یک روش سپتوپلاستی می‌تواند مشکل را برطرف کند. با این حال، هنگامی که انحراف تیغه بینی شدیدتر است یا در نزدیکی مناطق مهم حمایت از بینی اتفاق می‌افتد، برای اطمینان از تنفس مناسب و فرم بینی نیاز به جراحی زیبایی بینی است. جراحی زیبایی بینی (که سپتورینوپلاستی نیز نامیده می‌شود) ناهنجاری سپتوم را برطرف می‌کند و مناطق اصلی تنفسی بینی را با پیوندهای غضروفی که از نظر استراتژیک قرار گرفته‌اند تقویت می‌کند.

### انواع روش‌های جراحی بینی
جراحی بینی یکی از متداولترین نوع جراحی‌ها است که هر ساله عده بسیاری برای این نوع جراحی به مطب زیبایی می‌روند جراحی بینی معمولاً به دو روش جراحی بینی باز و جراحی بینی بسته انجام می‌شود. تفاوت این دو روش در نحوه ایجاد برش بر روی بینی می‌باشد. در جراحی به روش باز از آنجایی که برش در زیر تیغه بینی ایجاد می‌شود پوست بینی به‌طور کلی از بینی جدا شده و جراح می‌تواند با دید وسیع تری تغییرات را بر روی ساختمان بینی ایجاد کند.

### چرا به جراحی بینی ترمیمی نیاز است؟
اگر بعد از جراحی بینی اولیه همچنان مشکلاتی همچون؛
- عدم قرینه بودن سوراخهای بینی
- مشکلات عملکردی بینی
- انسداد راه هوایی بینی
- افتادگی غضروف یا استخوان بینی
- مصنوعی شدن ظاهر بینی
- افتادگی دریچه خارجی و داخلی بینی
- بدتر شدن تقارن بینی
- کاهش یا افزایش ناکافی ارتفاع خلفی بینی
- شکل‌دادن ناقص بینی
- کوچک شدن یا بزرگ شدن بیش‌ازحد نوک بینی
- باریک شدن بیش‌ازحد نوک بینی
- ایجاد بافت ضخیم اسکار به‌صورت داخلی یا خارجی

دلیل عمل ثانویه بینی یا ترمیم ممکن است حتی به دلیل اشتباهات جراحان بینی باشد.
از آنجایی که جراحی بینی ترمیمی به دلیل وجود مشکلات باید خیلی دقیق تر چک شود، جراحی ترمیمی زمان بیشتری برای بازسازی بینی نیاز دارد. مدت زمان عمل جراحی بینی، بر حسب مشکلات بینی بیمار، بین دو تا سه ساعت است، که اغلب به روش باز انجام می‌شود و تعدادی هم ممکن است در صورت ضرورت به روش بسته انجام شود.
حداقل سن مناسب جراحی بینی بر حسب بلوغ صورت بین ۱۶ تا ۱۷ سال برای خانم‌ها و ۱۷تا ۱۸ سال برای آقایان است. زمان ترخیص بیمار از بیمارستان یا کلینیک، حدود ۵ تا ۶ ساعت بعد از اتمام عمل جراحی است.

### جراحی بینی ترمیمی در چه صورتی نیاز است؟
- عدم تقارن بینی یا تشدید شدن آن
- مصنوعی جلوه دادن بینی
- مسدود شدن راه‌های تنفسی بینی
- کوچک شدن بیش از اندازه نوک بینی
- باریک شدن بیش از اندازه بینی
- کم شدن یا افزوده شدن بیش از اندازه پل بینی

### هزینه عمل ترمیمی بینی
به دلیل اینکه عمل بینی ترمیمی یکی از پیچیده‌ترین جراحیهای زیبایی است بنابراین نیاز به زمان و دقت بیشتر جراح نیاز دارد و قاعدتاً هزینه این جراحی نسبت به جراحی بینی اولیه بیشتر است.
البته برخی از جراحان که جراحی بینی اولیه را خودشان انجام داده‌اند هزینه بابت عمل ترمیم دریافت نمی‌کنند اما اکثر جراحان این هزینه را دریافت می‌کنند.

## رینوپلاستی غیر جراحی
رینوپلاستی غیرجراحی یک روش پزشکی است که در آن از فیلرهای تزریقی مانند کلاژن یا هیالورونیک اسید برای تغییر و شکل دادن به بینی فرد بدون جراحی تهاجمی استفاده می‌شود. این روش نواحی فرورفته روی بینی را پر می‌کند، زاویه نوک بینی را بالا می‌برد یا ظاهر برآمدگی‌های روی پل بینی را صاف می‌کند. این روش اندازه بینی را تغییر نمی‌دهد، اگرچه می‌تواند برای اصلاح برخی از نقص‌های مادرزادی عملکردی استفاده شود.
رینوپلاستی غیر جراحی در ابتدا در آغاز قرن بیست و یکم توسعه یافت، تلاش‌های اولیه از فیلرهای بافت نرم مضر بیولوژیکی مانند موم پارافین و سیلیکون استفاده می‌کردند. پس از سال 2000، پزشکان از تکنیک‌های کم‌تهاجمی با استفاده از فیلرهای مدرن استفاده می‌کنند.